# Kserostomija
Kserostomija je stanje, ko ustna sluznica ni zadovoljivo navlažena zaradi zmanjšanega delovanja ali nedelovanja žlez slinavk.
Najpogostejši vzrok je izsušitev (dehidracija), to je namreč prvi znak izsušitve. Lahko je tudi posledica farmakološkega zdravljenja različnih bolezni.
Posledice tega stanja so:
- povečana možnost za okužbe ustne votline,
- motnje požiranja,
- oslabljena zmožnost okušanja,
- razpoke na ustni sluznici,
- pospešeno nastajanje kariesa.